# Melanocoryphus
Melanocoryphus is een geslacht van wantsen uit de familie bodemwantsen (Lygaeidae). Het geslacht werd voor het eerst wetenschappelijk beschreven door Stål in 1872.

## Soorten
Het genus bevat de volgende soorten:

- Melanocoryphus albomaculatus (Goeze, 1778)
- Melanocoryphus buettikeri Hamid & Hamid, 1985
- Melanocoryphus exutus Horvath, 1916
- Melanocoryphus japonicus (Walker, 1872)
- Melanocoryphus kerzhneri Josifov, 1965
- Melanocoryphus melanospiloides (Montandon, 1893)
- Melanocoryphus parvipennis Horvath, 1916
- Melanocoryphus tristrami (Douglas & Scott, 1868)